# (12307) 1991 UA
(12307) 1991 UA est un objet de la ceinture principale d'astéroïdes extérieure découvert en 1991.

## Description
(12307) 1991 UA a été découvert le 18 octobre 1991 à Kushiro (Japon) par Seiji Ueda et Hiroshi Kaneda.

### Caractéristiques orbitales
L'orbite de cet astéroïde est caractérisée par un demi-grand axe de 3,98 UA, un périhélie de 2,98 UA, une excentricité de 0,25 et une inclinaison de 2,35° par rapport à l'écliptique. Du fait de ces caractéristiques, à savoir un demi-grand axe entre 3,2 et 4,6 UA, il est classé, selon la JPL Small-Body Database, comme objet de la ceinture principale d'astéroïdes extérieure.

### Caractéristiques physiques
(12307) 1991 UA a une magnitude absolue (H) de 12,9 et un albédo estimé à 0,410.